# Никола Василев (политик)
Вижте пояснителната страница за други личности с името Никола Василев.
Никола Божилов Василев е български лекар и политик, министър на здравеопазването през 1991-1992 и 1994-1995 година.

## Биография
Никола Василев е роден на 16 ноември 1949 година в София. През 1974 година завършва Медицинска академия в София, след което до 1978 година е аспирант в Катедрата по паталогоанатомия. След това работи в Окръжна болница в Перник (1979-1980), Националния онкологичен център (1980-1985) и Университетската акушеро-гинекологична болница „Майчин дом“ (1985-1998), където достига длъжностите доцент и завеждащ Акушеро-гинекологична клиника.
През 1990 година Василев става заместник-министър на здравеопазването, а през следващата година – министър в правителството на Филип Димитров, в което от май 1992 година е и заместник-председател на Министерския съвет. През 1994-1995 година е отново вицепремиер и министър на здравеопазването в служебното правителство на Ренета Инджова.
През 1998 година Никола Василев оглавява новосъздадената клиника „Обща и онкологична гинекология“ към Военномедицинска академия.  През 2000 година става национален консултант по акушерство и гинекология, а от 2002 до 2006 година е председател на Управителния съвет на Националната здравноосигурителна каса.